# Tafraoui
Tafraoui (în arabă طفراوي) este o comună din provincia Oran, Algeria.
Populația comunei este de 12.089 de locuitori (2009).